# Giro delle Fiandre femminile 2015
Il Giro delle Fiandre femminile 2015, dodicesima edizione della corsa e valido come terza prova dell'Coppa del mondo di ciclismo su strada femminile 2015, si svolse il 5 aprile 2015 su un percorso di 144,9 km, con partenza e arrivo ad Oudenaarde, in Belgio. La vittoria fu appannaggio dell'italiana Elisa Longo Borghini, che completò il percorso in 3h50'43", alla media di 37,683 km/h, precedendo la belga Jolien D'Hoore e l'olandese Anna van der Breggen.
Sul traguardo di Oudenaarde 76 cicliste, su 152 partite dalla medesima località, portarono a termine la competizione.

## Ordine d'arrivo (Top 10)
| Pos. | Corridore              | Squadra       | Tempo    |
| ---- | ---------------------- | ------------- | -------- |
| 1    | Elisa Longo Borghini   | Wiggle-Honda  | 3h50'43" |
| 2    | Jolien D'Hoore         | Wiggle-Honda  | a 43"    |
| 3    | Anna van der Breggen   | Rabo-Liv      | s.t.     |
| 4    | Annemiek van Vleuten   | Bigla         | s.t.     |
| 5    | Elena Cecchini         | Lotto-Soudal  | s.t.     |
| 6    | Alena Amjaljusik       | Velocio-SRAM  | s.t.     |
| 7    | Pauline Ferrand-Prévot | Rabo-Liv      | s.t.     |
| 8    | Elizabeth Armitstead   | Boels-Dolmans | a 45"    |
| 9    | Chantal Blaak          | Boels-Dolmans | a 47"    |
| 10   | Ashleigh Moolman       | Bigla         | s.t.     |